# ISO 639-1
ISO 639-1:2002, Codes for the representation of names of languages — Part 1: Alpha-2 code は、国際標準化機構が発行するISO 639言語コードの第一部である。各言語を2文字のアルファベットで表す。136のコードが登録されており、世界中の主要な言語はカバーしている。
誕生したのはより広い言語をカバーするため3文字のアルファベットで表すISO 639-2より早いが、最終的に公表されたのは2002年で遅い。
対応する日本産業規格はJIS X 0412-1:2004「言語名コード－第1部: 2文字コード」（日本産業標準調査会、経済産業省）である。
これらのコードは、国際的、あるいは正式な場で言語名を速記するのに便利である。
- 例
  - グルジア語 - ka
  - 日本語 - ja

| ISO 639-1 | ISO 639-2 | 名前         | 追加年月日 |
| --------- | --------- | ------------ | ---------- |
| io        | ido       | イド語       | 2002-01-15 |
| wa        | wln       | ワロン語     | 2002-01-29 |
| li        | lim       | リンブルフ語 | 2002-08-02 |
| ii        | iii       | 彝語         | 2002-10-14 |
| an        | arg       | アラゴン語   | 2002-12-23 |
| ht        | hat       | ハイチ語     | 2003-02-26 |